# Juliana Kanyomozi
Juliana Kanyomozi es una cantante, actriz y animadora ugandesa.

## Carrera profesional
Kanyomozi fue la primera cantante femenina en ganar la categoría Artista del Año de los Pearl of Africa Music Awards. En 2008, tuvo su debut cinematográfico en Kiwani: The Movie de Henry Ssali.
En marzo de 2014, firmó con la compañía internacional de cosméticos Oriflame para ser embajadora de la marca de África Oriental junto con Lady JayDee de Tanzania y Jamila Mbugua de Kenia. También ha colaborado con el animador nigeriano Flavor.
En 2013, la revista Big Eye la clasificó como una de las mujeres ugandesas más bellas de todos los tiempos.
Fue nominada en la categoría Pan Africa Artista o Groupo en los Nigeria Entertainment Awards 2011. En diciembre de 2015, ganó un premio a la trayectoria en Diva Awards Afrika.
Debutó como actriz en 2008 en una película de suspenso y crimen, Kiwani: The Movie junto a Flavia Tumusiime, Hannington Bugingo y Allan Tumusiime. También fue jueza en la principal competencia de canto de África Oriental, Tusker Project Fame de 2009 a 2013 y una de las músicas africanas seleccionadas como representante en Coke Studio Africa.

## Premios
| Año                 | Premios                                     | Categoría | Resultados                |
| ------------------- | ------------------------------------------- | --- | ------------------------- |
|                     | Airtel Women of Substance Award             | Música | Ganadora                  |
| HiPipo Music Awards | Mejor canción Afro-Beat femenina– Eddiba    | Ganadora |                           |
| HiPipo Music Awards | Mejor artista femenina                      | Nominada |                           |
| HiPipo Music Awards | Mejor artista en redes sociales             | Nominada |                           |
| HiPipo Music Awards | Mejor canción Afromix femenina              | Nominada |                           |
| 2013                | Warid Women of Substance                    | Entertainment Award | Ganadora                  |
| 2013                | HiPipo Music Awards                         | Mejor artista femenina | Nominada                  |
| 2013                | HiPipo Music Awards                         | Mejor artista en redes sociales | Nominada                  |
| 2013                | HiPipo Music Awards                         | Mejor canción Zouk | Nominada                  |
| 2013                | HiPipo Music Awards                         | Mejor canción R&B | Nominada                  |
| 2012                | Kora Awards                                 | Mejor artista femenina de África Oriental "I Am Ugandan"                                                                            | Ganadora                  |
| 2012                | Super Talent Awards, Uganda                 | Artista más dotada | Ganadora                  |
| 2012                | BEFFTA Awards, UK                           | Mejor Actuación Afrobeats Internacional                                                                                             | Ganadora                  |
| 2012                | HiPipo Charts                               | Mejor Actuación Afrobeats – "Sanyu Lyange"                                                                                          | Ganadora                  |
| 2012                | HiPipo Charts                               | Mejor video – "Sanyu Lyange" | Ganadora                  |
| 2012                | HiPipo Charts                               | Specially Appreciated Hipipo Charts Female Artist                                                                                   | Ganadora                  |
| 2012                | Kisima Awards                               | Mejor colaboración de África Oriental – "Mpita Njia"                                                                                | Nominada                  |
| 2011                | East African Music Awards                   | Mejor artista femenina– "Alive Again"                                                                                               | Ganadora                  |
| 2011                | East African Music Awards                   | Mejor colaboración de África Oriental– "Haturudi Nyuma"                                                                             | Nominada                  |
| 2011                | Diva Music Awards Uganda                    | Diva Afrobeat – "Sanyu Lyange" | Ganadora                  |
| 2011                | Diva Music Awards Uganda                    | Super Diva – "Alive Again" | Nominada                  |
| 2011                | Diva Music Awards Uganda                    | Video excepcional– "Sanyu Lyange"                                                                                                   | Nominada                  |
| 2011                | Diva Music Awards Uganda                    | Canción Excepcional – "Omutima" | Nominada                  |
| 2011                | Diva Music Awards Uganda                    | Diva R&B – "Libe'esanyu" | Nominada                  |
| 2011                | Kisima Awards                               | Mejor africana del este | Nominada                  |
| 2011                | Kisima Awards                               | Canción del año– "Haturudi Nyuma"                                                                                                   | Nominada                  |
| 2011                | Museke Online African Music Awards New York | Mejor artista femenina | Nominada                  |
| 2011                | Museke Online African Music Awards New York | Mejor artista Soul/R&B | Nominada                  |
| 2011                | Museke Online African Music Awards New York | Mejor acto de África Oriental | Nominada                  |
| 2011                | Nigeria Entertainment Awards                | Artista panafricano – "Alive Again"                                                                                                 | Nominada                  |
| 2010                | 2010 Tanzania music awards                  | Mejor canción de África Oriental – "Haturudi Nyuma" with Kidum                                                                      | Ganadora                  |
| 2010                | Diva Awards Uganda                          | Mejor artista R&B – "Kantambule Naawe"                                                                                              | Nominada                  |
| 2010                | Africa Music Awards                         | Artista panafricano – "Haturudi Nyuma"                                                                                              | Nominada                  |
| 2010                | Pearl of Africa Music Awards                | Artista femenina – "Kantambule Naawe"                                                                                               | Nominada                  |
| 2009                | African Music Awards                        | Mejor acto femenino, Mejor acto de África Oriental                                                                                  | Nominada [cita requerida] |
| 2008                | Pearl of Africa Music Awards                | Artista del Año & Mejor artista o grupo R&B & mejor artista femenina                                                                | Ganadora                  |
| 2008                | Kisima Music Awards                         | Canción ugandesa del año; canción Afrobeat – "Diana"; mejor colaboración – Usiende Mbali                                            | Nominada                  |
| 2007                | Pearl of Africa Music Awards                | Mejor artista/grupo R&B | Ganadora                  |
| 2007                | Teenz Awards                                | Artista femenina– "Kibaluma" | Nominada                  |
| 2006                | Pearl of Africa Music Awards                | Mejor artista/grupo R&B | Ganadora                  |
| 2006                | Tanzania Music Awards                       | Mejor canción ugandesa("mama mbire")                                                                                                | Ganadora                  |
| 2005                | Pearl of Africa Music Awards                | Mejor artista R&B Artists - Mejor artista femenina Canción del año – "Mama Mbiire" con Bobi Wine & mejor sencillo R&B – "Nabikoowa" | Ganadora                  |
| 2005                | Kora Awards                                 | Mejor canción de África Oriental – "All I Wanna Do"                                                                                 | Nominada                  |
| 2004                | Pearl of Africa Music Awards                | Mejor artista R&B | Ganadora                  |

## Vida personal
En 2006, tuvo una relación romántica  con el boxeador ugandés Kassim Ouma, radicado en Estados Unidos. Tuvo un hijo, el cual falleció a fines de julio de 2014. Su hijo era asmático, pero no se publicó la causa de la muerte. El miércoles 12 de mayo de 2020, anunció que había dado a luz a un bebé al que llamó Taj.